# Follow Me (песня Hardwell)
«Follow Me» — песня голландского диджея Hardwell, при участии американского певца Джейсона Деруло. Это седьмой и последний сингл из дебютного студийного альбома Hardwell United We Are. Она была выпущена 7 августа 2015 года Central Station Records.
В чарте Australian Singles Chart она достигла 26-го места, став первым релизом Hardwell, который попал в чарты Австралии.

## Предыстория
Hardwell сказал, что это был первый раз, когда он сделал композицию по Skype. Он сказал, что был в Бреде, а Деруло был в Майами, и «это было как туда-сюда».
Говоря о сотрудничестве, Hardwell сказал: «Получить возможность работать с Джейсоном над этим альбомом было для меня моментом мечты. Я уже давно был большим поклонником его работы. У меня была идея композиции, которую я хотел сделать с ним; сочетая моё звучание и стиль с его отчётливым голосом и лирическим чутьём, это всегда было чем-то особенным».
Деруло сказал: «Когда мы с Hardwell решили работать вместе, я знал, что потенциал того, что мы сможем создать, был невероятным, но „Follow Me“ меняет правила игры, которым я не могу дождаться, чтобы поделиться с поклонниками».

## Музыкальное видео
Музыкальное видео вышло 17 июля 2015 года на YouTube. Режиссёром выступил Колин Тайли.

## Чарты
| Чарт (2015–2016)                           | Высшая позиция |
| ------------------------------------------ | -------------- |
| Argentina (Los 40 Principales)             | 4              |
| Австралия (ARIA)                           | 26             |
| Бельгия/Фландрия (Ultratip Bubbling Under) | 56             |
| Бельгия/Валлония (Ultratip Bubbling Under) | 18             |
| Япония (Billboard Japan Hot 100)           | 39             |
| Нидерланды (Single Top 100)                | 84             |

## Сертификации
| Регион                                                                      | Сертификация | Продажи |
| --------------------------------------------------------------------------- | ------------ | ------- |
| Австралия (ARIA)                                                            | Золотой      | 35 000  |
| Нидерланды (NVPI)                                                           | Золотой      | 15 000  |
| Данные о продажах + прослушиваниях приведены только на основе сертификации. |              |         |